# Umverteilung
Als Umverteilung wird in der Wirtschafts- und Sozialpolitik der Prozess oder die Wirkung finanz- oder sozialpolitischer Maßnahmen und Entwicklungen bezeichnet, die sich auf die Verfügbarkeit von Einkommen oder Vermögen für verschiedene Bevölkerungsgruppen bzw. auf die Einkommens- oder Vermögensverteilung auswirken. 

## Allgemeines
Der Begriff „Umverteilung“ ist zunächst neutral, es kann also eine Umverteilung in Richtung größerer Verteilungsgerechtigkeit („von oben nach unten“) oder auch größerer Ungerechtigkeit („von unten nach oben“) zwischen verschiedenen Bevölkerungsgruppen erfolgen. Im engeren Sinn, so auch hier, wird darunter bisher oft eine Umverteilung in Richtung größerer Gleichverteilung verstanden. Bevor es zu einer Umverteilung kommt, muss eine Verteilung vorausgegangen sein. Verteilungspolitik sind alle staatlichen Maßnahmen, welche die Einkommens- und Vermögensverteilung in einer Gesellschaft betreffen und das Staatsziel der Verteilungsgerechtigkeit zum Inhalt haben. Dahinter steht die Annahme, dass die von Märkten vorgenommene Verteilung von materiellem Wohlstand ungerecht sei (distributives Marktversagen) und durch staatliche Eingriffspolitik korrigiert werden müsse.
Während die Verteilung von Einkommen und Vermögen durch distributive Politik vorgenommen wird, ist die Umverteilung Gegenstand der redistributiven Politik.

## Methoden der Umverteilung

### Umverteilung durch Steuerpolitik
Steuerliche Methoden der Umverteilung sind
- die Besteuerung von Besitz wie Vermögensteuer, Erbschaftsteuer und Grundsteuer
- ein von der Einkommenshöhe abhängiger Durchschnittssteuersatz. Dies wird im deutschen Steuerrecht durch Grundfreibeträge und Steuerprogression erreicht.
- unterschiedliche Mehrwertsteuersätze für Grundbedarfsgüter, normale Güter und Luxusgüter

Wolfgang Schön sieht die Frage nach der Umverteilung als „moderne Gretchenfrage des Steuerrechts“. Stefan Bach äußerte 2021, dass sich in Deutschland die Umverteilungswirkung des progressiven Steuersystems nicht mehr nachweisen lasse.

### Umverteilung durch Sozialleistungen und Subventionen
Umverteilung findet auch durch Sozialleistungen und Subventionen statt. Diese sind Gegenstand staatlicher Umverteilungspolitik. Die primäre Einkommensverteilung erfolgt dabei durch die Teilnahme der Wirtschaftssektoren am Wirtschaftsleben mit dem Ziel der Einkommenserzielung (Lohn/Gehalt, Zinseinnahmen, Miet-/Pachteinnahmen, Gewinn). Dies schafft jedoch soziale Ungerechtigkeiten, die durch eine sekundäre Einkommensverteilung ausgeglichen werden sollen. Eine sekundäre Einkommensverteilung findet durch Transferleistungen statt. Ob und inwieweit ein Staat Interesse an einer Umverteilungspolitik über Transferleistungen hat, gibt Aufschluss über die herrschende Wirtschaftsordnung. Sozialstaaten weisen einen hohen Anteil an sekundärer Einkommensverteilung auf. Statistisch ergeben das Volkseinkommen und die Sozialleistungen zusammen das private Einkommen.

### Umverteilung innerhalb der Sozialversicherungen
Obwohl die Beiträge zu den Sozialversicherungen (gesetzliche Rentenversicherung, gesetzliche Krankenversicherung, Arbeitslosenversicherung, Pflegeversicherung) mit wachsendem Einkommen ebenfalls ansteigen, da sie bis zur Beitragsbemessungsgrenze proportional zum Bruttoeinkommen sind, findet hier nicht in jedem Fall Umverteilung statt. Schließlich sind auch die ausgezahlten Leistungen teilweise proportional zum Einkommen (Arbeitslosengeld I) bzw. den eingezahlten Beiträgen (Rente). Anders ist dies bei der gesetzlichen Krankenversicherung und der Pflegeversicherung, bei der alle Versicherten die gleiche Leistung erhalten, obwohl die Beitragshöhe sehr stark variiert. Hier findet also innerhalb der GKV eine Umverteilung von den Besserverdienenden zu den Niedrigverdienern statt, ebenso eine Umverteilung von jungen Versicherten (die bei gleicher Beitragshöhe weniger Krankheitskosten verursachen) zu älteren Versicherten.

#### Umverteilung durch Krankenkassensystem
In einer 2020 veröffentlichten Studie im Auftrag der Bertelsmann Stiftung wurde das zweigliedrige System in Deutschland aus privaten (PKV) und gesetzlichen (GKV) Krankenkassen untersucht. Wären alle Versicherten der PKV gesetzlich versichert, würde dies zwar zu Mehrausgaben für die GKV führen, diese würden aber durch die Mehreinnahmen übertroffen. Mit diesem Einnahmenüberschuss ließe sich eine Senkung des Beitragssatzes von 0,2 bis 0,3 Prozentpunkten für alle Versicherten finanzieren bei gleichzeitigem Beibehalten der höheren Honare für Ärzte bei Privatpatienten. Auf den Beitragszahler heruntergerechnet bedeute das: Ein durchschnittliches GKV-Mitglied zahle jährlich 48 Euro dafür, dass Gutverdiener, Beamte und Selbstständige sich dem Solidarausgleich entziehen.

### Umverteilung durch Einschränkungen des Eigentumsrechtes
Insbesondere durch Gesetze und letztinstanzliche Gerichtsurteile, die das Eigentumsrecht beschränken, kann eine Umverteilung stattfinden. Beispiele: Lastenausgleich nach dem Zweiten Weltkrieg in der Bundesrepublik Deutschland zwischen Personen mit geringen oder keinen und solchen mit hohen oder totalen Vermögensverlusten (Die gering oder nicht Geschädigten mussten gesetzlich verordnete Abgaben für den Lastenausgleich an die schwer oder total Geschädigten zahlen), Insolvenzrecht (legitime Enteignung des Gläubigers durch ein Insolvenzverfahren), Mieterschutzrechte (z. B. Räumungsverbot trotz Mietrückstand), Verbraucherschutzrechte und Arbeitnehmerschutzrechte. Die Umverteilung findet hier oft nicht durch einen realen Geldfluss statt, sondern durch die Einräumung oder den Verzicht auf bestimmte Rechtsgüter. Der geldwerte Vorteil, der aus solchen Gesetzen resultiert lässt sich oft nur schwer beziffern.
Beim Lastenausgleich ging es nicht darum, Vermögenden im Westen Deutschlands den Besitz an ihrem Eigentum in der Sache zu entziehen, was die Akzeptanz des Lastenausgleichs erhöhte, sondern sie zu Abgaben zu verpflichten. Die Abgaben, die höchstens die Hälfte des erfassten Vermögens ausmachten, waren aufgeteilt in Raten über 30 Jahre aus ihren Einkünften, also wahrscheinlich auch von denen aus ihrem Eigentum zu leisten (und wurden durch Zwangshypotheken, die maximal die Hälfte des Vermögens belasteten, gesichert). Die Lastenausgleich empfangenden Geschädigten erlangten so ein neues Vermögen. So wie die Zahlungsverpflichtung auf dem Vermögen der Zahlungspflichtigen lastete, so stellten die amtlichen Lastenausgleichsbescheide, also die gesetzliche Garantie in Raten über 30 Jahre einen Ausgleich gezahlt zu bekommen, ein Vermögen für die Geschädigten dar, das sie bei Banken als Kreditsicherheit belasten konnten, um mit dem aufgenommenen Geld sich etwas Neues aufzubauen. Waren die Vermögenden nicht in der Lage, die Abgaben zu leisten, so mussten sie das Geld eventuell gegen Verpfändung des unbelasteten Teils ihres Eigentums oder doch durch dessen Verkauf, also Besitzverlust, aufbringen.

### Umverteilung durch Environmental, Social and Governance
Die Kriterien und Rahmenbedingungen der Vereinten Nationen (UN) für die Berücksichtigung von Umwelt-, Nachhaltigkeits- und Sozialfragen wird Environmental, Social and Corporate Governance (ESG; engl. für Umwelt, Soziales und Unternehmensführung) genannt. 
Neben den traditionellen Interessen und Bedürfnissen der Unternehmen weltweit sollen laut UN-ESG-Revolution auch die Bedürfnisse aller Stakeholder (engl. für Interessengruppen) wie Mitarbeiter, Kunden, Lieferanten, Geldgeber, Umweltgruppen und NGOs (engl. für Nichtregierungsorganisationen) zukünftig berücksichtigt werden. Die weltweite wirtschaftliche Wertschöpfung soll zukünftig gerecht unter allen Stakeholdern umverteilt werden. Die UN-ESG-Kriterien wurden so konzipiert, dass sie zukünftig in alle Unternehmen weltweit eingebettet werden sollen.

## Umverteilungsdebatte
Im ölreichen Norwegen wird die Umverteilung durch demokratisch gewählte Regierungen mit hohen Steuern und Sozialabgaben durchgeführt. Der Wohlstand kommt breiten Bevölkerungsschichten zugute. Im ölreichen Nigeria fehlen staatliche Regelungen zur Umverteilung bzw. zum Freiheits- und Eigentumsschutz. Der Wohlstand kommt nur Wenigen zugute.
Die Diskussion um Umverteilungen ist in der Sozialpolitik ein historischer Streitpunkt. Zum Beispiel schreibt der „Vater der dynamischen Rente“, Wilfrid Schreiber (1955): „Die kleinen Einkommen werden im primären Verteilungsprozess kleiner als sie ohne Staatseingriff sein würden. Zwar erhalten die kleinen Einkommensempfänger auch jetzt ein Supplement, das – bestenfalls – die marktgesetzliche Höhe ihres Totaleinkommens wiederherstellt, aber sie erhalten dieses Supplement – in völliger Verkehrung der Tatsachen – als Almosen aus der Hand des Staates, der sich damit in die durchaus unverdiente Gloriole des sozialen Wohltäters hüllt!“
In Deutschland stieg der Anteil der Bevölkerung mit Befürwortung einer stärkeren Umverteilung von 66 % im Jahr 2007 auf 77 % im Jahr 2019.

### Legitimität
Als Argument zur Begründung progressiver Besteuerung wird angeführt, dass die Effektivität des Einsatzes eines Einkommens mit steigendem Einkommen progressiv zunehme. Hieraus ergibt sich eine Besteuerung des Einflusses, den ein Einkommensbezieher mit seinem Einkommen im Markt und in der Gesellschaft ausüben kann.
Allgemein herrscht Konsens darüber, dass eine Umverteilung notwendig ist, wenn die biologische Existenz oder die Gesundheit eines Menschen gefährdet sind. Es gibt allerdings gegenwärtig in Deutschland und in vielen anderen Ländern Diskussionen darüber, welcher Umfang der medizinischen Leistungen gesellschaftlich zu garantieren sei. Eine Position ist, dass die gegenwärtig erfolgende Umverteilung zu umfangreich und nicht gezielt genug gerichtet sei. Die Gegenposition ist, dass die Umverteilung nicht ausreiche, wo Ungleichverteilung der Einkommen und Vermögen zunähme.
Eine Wechselwirkung zwischen Ungleichverteilung, Politik und Gewalt postulieren Sozialwissenschaftler wie James Galbraith, Laura Spagnolo und Sergio Pinto (2007). Als Kritiker „neoliberaler“ Politik empfehlen sie keine fiskalische Umverteilung, sondern eine Wirtschaftspolitik, die zu geringeren Einkommensunterschieden zwischen den verschiedenen Wirtschaftszweigen führt. In Brasilien habe auch eine Währungsabwertung hohe Einkommen im Finanzsektor verringert und somit zu einer Senkung der Einkommensungleichheit beigetragen.
Im Zusammenhang mit der Diskussion um Verteilungsgerechtigkeit entstand auch der Begriff der „Umverteilung von unten nach oben“, um eine Wirtschaftspolitik zu kritisieren, die das Ausmaß der Umverteilung verringert.
Chrystia Freeland behauptet in ihrem Buch Die Superreichen, dass die „Superreichen“ im Gegensatz zu den „nur Reichen“ geradezu Nutznießer der Umverteilung seien, weil sie im Verhältnis zum Einkommen unterdurchschnittlich herangezogen würden.
Laut empirischen Befunden nimmt auch bei steigendem Einkommen über eine gewisse Grenze hinaus das Lebensglück bzw. Wohlbefinden nicht mehr weiter zu. Für Westeuropa lag 2019 diese Grenze (je nach Indikator für Wohlbefinden) bei einem gewichteten Äquivalenzjahreseinkommen von 50.000 bis 100.000 Dollar. (Letzterer Wert entsprach etwa einem Einkommen von 7.062 Euro im Monat). Aus Sicht der Studienautoren können die Studienergebnisse für Regierungen dazu beitragen, Maßnahmen zur Umverteilung des Reichtums zu motivieren.

### Grad der Umverteilung

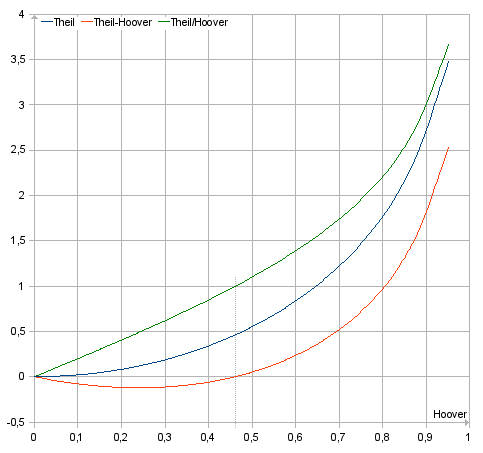
Theil-Index und der Hoover-Ungleichverteilung :
Die Grafik illustriert den Verlauf von T, T-H und T/H als Funktion von für Gesellschaften, die in zwei Quantile aufgeteilt sind, in denen ein Anteil von Euro einem Anteil von Menschen zugeordnet ist und ein Anteil von Euro einem Anteil von Menschen zugeordnet ist, wobei gilt (z. B. das „80:20 Pareto-Prinzip“ mit und, woraus und resultiert). Die rote Kurve zeigt den Verlauf des symmetrisierten Theil-Indexes abzüglich der Hoover-Ungleichverteilung. Dieser Verlauf ist anfänglich negativ, denn der Theil-Index steigt zunächst langsamer an, als die Hoover-Ungleichverteilung. Bei den hier zugrundegelegten Zwei-Quantile-Gesellschaften überholt der Anstieg des Theil-Index die Hoover-Ungleichheit erst bei einer Ungleichverteilung, die durch Umverteilung von 46 % der Gesamtressourcen in eine Gleichverteilung überführt werden könnte.

Grundsätzlich stellt sich neben der Frage der Legitimität auch die Frage nach dem Ausmaß der Umverteilung in einer Gesellschaft. Wird mit dem Ziel einer geringeren Ungleichheit zu viel umverteilt, so reduziert dies die Leistungsbereitschaft aller. Leistung wird dann nicht mehr durch ein höheres Einkommen belohnt. Wird zu wenig umverteilt, so steigt das Konfliktpotential.
Der Grad einer Umverteilung, die eine Begrenzung von Ungleichverteilung zum Ziel hat, ergibt sich aus dem Grad der Ungleichverteilung: Bei extrem hohen Ungleichverteilungen steigt das Risiko gewaltsamer Auseinandersetzung. Umstritten ist, ab welchem Grad der Ungleichverteilung gewaltsame Umverteilung deutlich in Erscheinung tritt und ob Ungleichverteilung und Rebellion überhaupt im Zusammenhang zueinander stehen. Beobachtbar ist anhand der für verschiedene Länder ermittelten Ungleichverteilungen der Einkommen, dass die Gini-Koeffizienten für marktwirtschaftlich und demokratisch orientierte Länder deutlich unterhalb von 0,5 bleiben. Bei Aussagen wie „Ein Koeffizient von 0,3 oder weniger zeigt substanzielle Gleichheit an; 0,3 bis 0,4 verweisen auf akzeptable Normalität; 0,4 und höher wird als zu hoch angesehen. Bei 0,6 oder höher lassen sich soziale Unruhen vorhersagen.“ fehlen oft Angaben zur Art und Weise der Ungleichverteilungsberechnung, ohne die der Gini-Koeffizient nicht ausreichend verstanden werden kann. „Ein wahrgenommener Eindruck von ungleicher Teilhabe ist ein üblicher Bestandteil von Rebellion in Gesellschaften,“ meinte jedoch auch Amartya Sen (1973).
Während der Vergleich von Ungleichverteilungsmaßen vor und nach Steuern den Grad der Umverteilung von Einkommen durch Steuerprogression ausdrückt, beschreibt die Sozialquote, welcher Anteil des Bruttosozialproduktes der individuellen Nutzung entzogen und der Finanzierung sozialer Aufgaben zugeführt wird. Diese Quote ist somit ein Maß für den Grad der Umverteilung aus individuell bestimmten Einkommen zu von der Gemeinschaft bestimmten Zwecken.
Sind Ressourcen in einer Gesellschaft ungleich verteilt, dann beschreibt die Hoover-Ungleichverteilung direkt, welcher Anteil der Gesamtressourcen umverteilt werden müsste, um zu einer Gleichverteilung zu gelangen. (Das bedeutet nicht, dass sich aus diesem Ungleichverteilungsmaß normativ eine Gleichverteilung als Ziel ableiten lässt.) Die Hoover-Ungleichverteilung ist das einfachste aller Ungleichverteilungsmaße und berücksichtigt nicht den informationstheoretisch berechenbaren Aufwand für eine derartige Umverteilung. In die Berechnung des Theil-Indexes geht dieser Aufwand jedoch ein. Darum steigt der Theil-Index bei gleicher Ungleichverteilung zunächst langsamer an, als die Hoover-Ungleichverteilung. Erst bei höheren und damit „deutlicheren“ Ungleichverteilungen überholt der Anstieg des Theil-Indexes den Anstieg der Hoover-Ungleichverteilung.

### Kriminalität
Die These, große soziale Unterschiede hätten eine gestiegene Anzahl der Eigentumsdelikte zur Folge, bleibt umstritten. Es werden genauso die hohen Kriminalitätsraten einiger Metropolen der Vereinigten Staaten zitiert wie auch die Praxis der sozialistischen Staaten in Osteuropa, wo die sozialen Unterschiede offiziell gering waren, aber die Eigentumsdelikte keinesfalls eliminiert wurden. Bei beiden Argumenten ist zu berücksichtigen, dass soziale Unterschiede nur einer von vielen möglichen Faktoren ist, die Einfluss auf den Grad der Beschaffungskriminalität haben (siehe dazu auch Reduzierung der Kriminalität bei Voght). Das vergleichsweise egalitäre Australien führt die weltweite Rangliste der Diebstähle pro Einwohner an. Eine mit der Ungleichverteilung steigende Zahl von Gefängnisinsassen pro Einwohner kann jedoch beobachtet werden, wenn die Ungleichverteilung der Einkommen einen bestimmten Grad übersteigt.

### Das Trittbrettfahrerproblem
Umverteilung ist für das Trittbrettfahrerproblem anfällig, da die Nutzung von Gütern ohne Gegenleistung ermöglicht wird. Dadurch wird im Vergleich zu Gütern im Privateigentum der Anreiz zur Nutzung der öffentlichen Güter (z. B. Sozialleistungen) erhöht, während zugleich der Anreiz, diese öffentlichen Güter bereitzustellen (z. B. durch Steuern oder Mehrarbeit), niedrig ist. Das kann zur finanziellen Aushöhlung des öffentlichen Bereichs (z. B. in der Form der Staatsverschuldung) führen. Das diesbezügliche sozialwissenschaftliche Modell wird Tragik der Allmende bezeichnet. Beschränkungen im Zugriff auf öffentliche Güter würden das Allmendeproblem lösen, sind aber politisch oft weder erwünscht noch einfach durchsetzbar.

## Umverteilung zwischen Einkommensgruppen in Deutschland
| Quantile  | Haushaltsbruttoäquivalenz-einkommen Untergrenze (€/Monat) | Haushaltsbrutto-einkommen | Einkommen- und Unternehmens-steuern | Verbrauchsteuern | Steuern gesamt | Sozial-beiträge | Gesamt-abgaben- last | Abwei- chung |
| --------- | --------------------------------------------------------- | ------------------------- | ----------------------------------- | ---------------- | -------------- | --------------- | -------------------- | ------------ |
| 1. Dezil  | 0                                                         | 2,6                       | 0,0                                 | 5,4              | 2,4            | 0,7             | 1,6                  | – 1,0        |
| 2. Dezil  | 966                                                       | 3,7                       | 0,1                                 | 6,3              | 2,9            | 2,6             | 2,7                  | – 1,0        |
| 3. Dezil  | 1 324                                                     | 4,9                       | 0,5                                 | 7,3              | 3,5            | 4,3             | 3,9                  | – 1,0        |
| 4. Dezil  | 1 671                                                     | 5,7                       | 1,1                                 | 8,3              | 4,3            | 5,8             | 5,0                  | – 0,7        |
| 5. Dezil  | 1 993                                                     | 7,0                       | 2,1                                 | 9,0              | 5,2            | 7,7             | 6,3                  | – 0,7        |
| 6. Dezil  | 2 389                                                     | 8,0                       | 3,9                                 | 9,4              | 6,4            | 9,6             | 7,9                  | – 0,1        |
| 7. Dezil  | 2 798                                                     | 9,7                       | 6,6                                 | 10,2             | 8,2            | 12,1            | 10,1                 | + 0,4        |
| 8. Dezil  | 3 343                                                     | 11,7                      | 10,3                                | 11,7             | 10,9           | 15,5            | 13,1                 | + 1,4        |
| 9. Dezil  | 4 019                                                     | 14,5                      | 16,1                                | 12,7             | 14,6           | 19,0            | 16,6                 | + 2,1        |
| 10. Dezil | 5 271                                                     | 32,1                      | 59,1                                | 19,7             | 41,5           | 22,8            | 32,8                 | +0,7         |
| Gesamt    |                                                           | 100,0                     | 100,0                               | 100,0            | 100,0          | 100,0           | 100,0                |              |
| Top 1,0 % | 12 892                                                    | 9,9                       | 25,8                                | 4,4              | 16,3           | 1,7             | 9,5                  | −0,4         |
| Top 0,1 % | 36 885                                                    | 4,3                       | 12,1                                | 1,6              | 7,4            | 0,1             | 4,0                  | −0,3         |

Eindeutig progressiv sind die direkten Steuern: von Dezil zu Dezil ansteigend. Dagegen wirken die indirekten Steuern stark degressiv. Somit verläuft die gesamte Steuerbelastung im unteren Abschnitt degressiv und erst im oberen progressiv; ebenso die Gesamtbelastung, jedoch mit Ausnahme des obersten Dezils, in dem das Überschreiten der Beitragsbemessungsgrenze bei der Sozialversicherung zu sinkender Belastung führt. Bach weist noch darauf hin, dass die Progression der Steuerbelastung für die Reichen überzeichnet sein dürfte, da sowohl die einbehaltenen Unternehmensgewinne als auch Gewinne und Kapitaleinkommen aus dem (niedriger besteuerten) Ausland nicht erfasst sind.
Deutlich ist zu sehen, dass sich die überdurchschnittlichen „Leistungsträger“ der Umverteilung in den Dezilen 7 bis 10 befinden. Wobei die Dezile 5 bis 9 zur Sozialversicherung „zuschießen“, hingegen das 9. und 10. Dezil durch die direkten Steuern.